# 漢堡鎮區 (北卡羅萊納州傑克遜縣)
漢堡鎮區（英語：Hamburg Township）是位於美國北卡羅萊納州傑克遜縣的一個鎮區。

## 地方資料
漢堡鎮區的面積為117.06平方千米，皆為陸地。根據2020年美國人口普查的數據，當地共有人口1935人，而人口密度為每平方千米16.53人。